# SWACQ

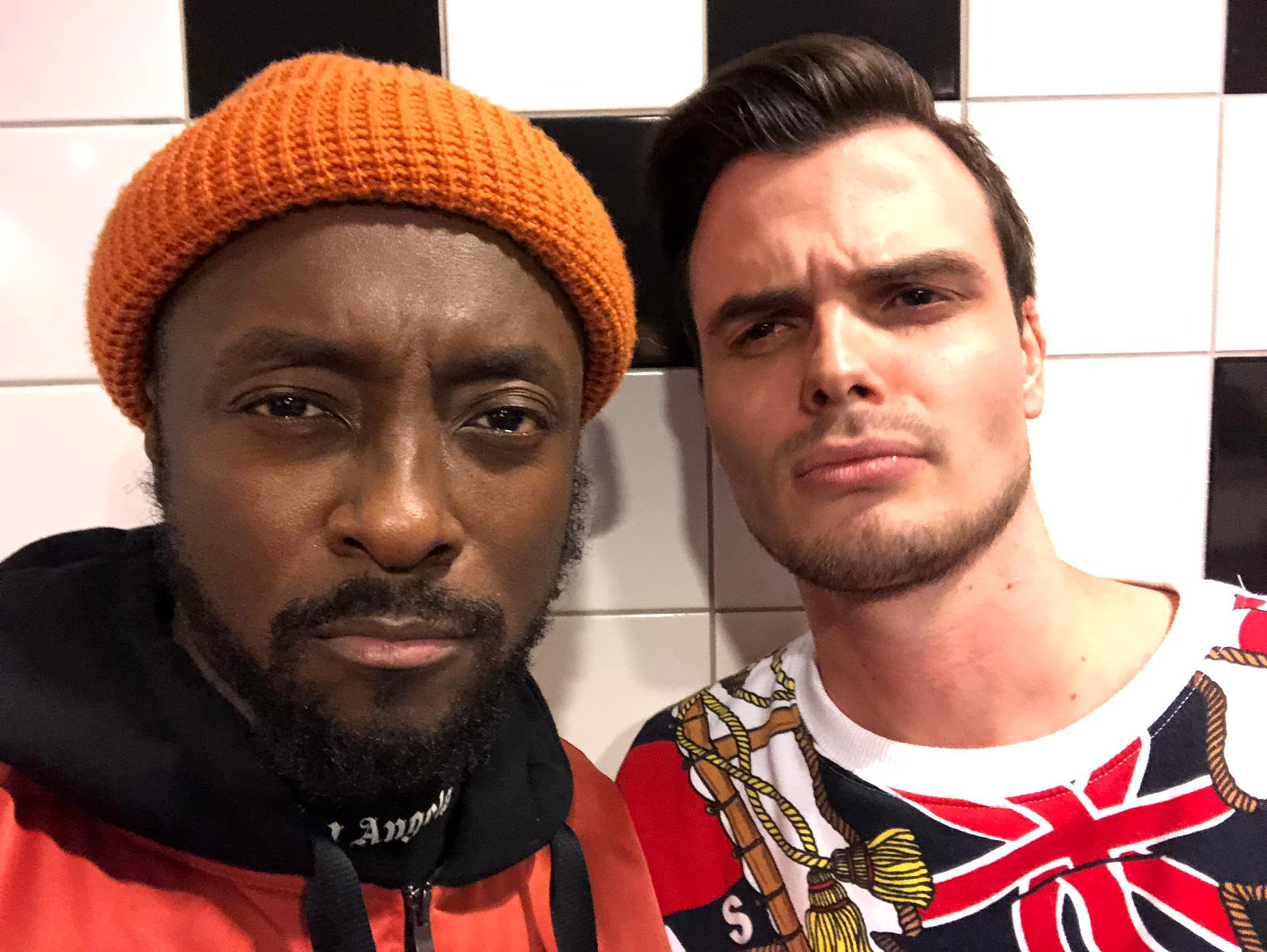
SWACQ (rechts) met zanger Will.i.am

SWACQ, pseudoniem van Arjen Thonen (Wijchen, 27 februari 1992), is een Nederlandse muziekproducent en diskjockey.
Thonen groeide op in Frankrijk. Na zijn terugkeer naar Nederland begon hij zijn eerste stappen te zetten in de productie van muziek. Geïnspireerd door deejays als Tiësto, ontwikkelde hij zich onder begeleiding van John Dirne tot volwaardig producent van dance muziek.
De naam SWACQ is het acroniem van 'Sounds With A Certain Quality".

## Samenwerkingen
In zijn carrière als producer werkte SWACQ samen met o.a. Tiësto, Nicky Romero, Will.i.am van The Black Eyed Peas en Tony Junior.

## Live optredens
In augustus 2019 maakte SWACQ een korte tournee door Azië en gaf daarbij optredens in China en Myanmar. In september 2019 draaide SWACQ samen met Tiësto bij Wet Republic in het MGM Grand Hotel in Las Vegas. Hij draaide ook tijdens het Amsterdam Dance Event (ADE) in de jaren 2017 en 2018. In 2019 verschijnt SWACQ op zeven verschillende onderdelen van ADE en was hij een van de optredende artiesten bij de 10-jarige viering van het label Musical Freedom.

## Discografie
Een overzicht van de producties van SWACQ.
| Artiest                                 | Track                       | Ook verschenen op          | Label               |
| --------------------------------------- | --------------------------- | -------------------------- | ------------------- |
| Karel & Xojani                          | We Get High (SWACQ Remix)   |                            | Polarbull Inc.      |
| SWACQ                                   | Love (Nicky Romero Edit)    |                            | Protocol Recordings |
| SWACQ                                   | Guerrilla                   | Clublife Vol.5 China Album | Musical Freedom     |
| SWACQ                                   | The Impact                  | Clublife Vol.5 China Album | Musical Freedom     |
| Tiësto & SWACQ                          | Sumos                       | Clublife Vol.5 China Album | Musical Freedom     |
| Tiësto , John Christian & SWACQ         | Brolab                      | Clublife Vol.5 China Album | Musical Freedom     |
| Trey Songs                              | Song Goes Off (SWACQ Remix) |                            | Atlantic Records    |
| SWACQ vs. Pandaboyz vs. Lux & Marcusson | I Want It All ft. PolyAnna  |                            | Protocol Recordings |

| Artiest                         | Track                                  | Label                         |
| ------------------------------- | -------------------------------------- | ----------------------------- |
| SWACQ                           | Kayos (Feat. Jordiz)                   | Musical Freedom               |
| Tiësto, Gucci Mane & Sevenn     | BOOM (SWACQ Remix)                     | Universal                     |
| Mc Fioti, J Balvin & Future     | Bum Bum Tam Tam (Tiësto & SWACQ Remix) | Universal Island Records Ltd. |
| Ava Max                         | My Way (SWACQ Remix)                   | Atlantic Records              |
| SWACQ                           | Yababa                                 | Revealed Recordings           |
| Nicky Blitz                     | Good Time (SWACQ Remix)                | Parametric Records            |
| Sweater Beats (feat. Icona Pop) | Faded Away (SWACQ Remix)               | Big Beat Records              |
| Onderkoffer & SWACQ             | Bankai                                 | Metanoia Music                |
| Karel & Xojani                  | Dancing (SWACQ Remix)                  | Polarbull Inc                 |
| SWACQ                           | Parkour (Here We Go)                   | Revealed Recordings           |
| Justin Mylo & SWACQ             | Rave Alert                             | Revealed Recordings           |

| Artiest                             | Track                                  | Label               |
| ----------------------------------- | -------------------------------------- | ------------------- |
| Tiësto & SWACQ                      | Party Time                             | Musical Freedom     |
| Tony Junior & SWACQ                 | Speackah Wreckah                       | Smash The House     |
| SWACQ                               | Guerilla (SWACQ & Wace VIP Mix)        | Musical Freedom     |
| Bazzi                               | Paradise (SWACQ Remix)                 | IAMCOSMIC           |
| SWACQ                               | OX                                     | Revealed Recordings |
| Tiësto, Jonas Blue & Rita Ora       | Ritual (SWACQ Remix)                   | Universal           |
| MC L Da Vinte e MC Gury             | Parado No Bailão (SWACQ Remix)         |                     |
| Julian Jordan                       | To The Wire (SWACQ Remix)              | STMPD RCDRS         |
| SWACQ                               | No Strings Attached                    | STMPD RCRDS         |
| Funk Machine, Taku Hero, Bullysongs | It Ain’t Over (SWACQ Remix)            | Revealed Recordings |
| A Boogie Wit Da Hoodie              | Look Back At It (Tiësto & SWACQ Remix) | High Bridge         |
| SWACQ                               | Switch Back                            | Musical Freedom     |